# 末吉孝州
末吉 孝州（すえよし たかくに、1935年3月15日 - 2003年4月22日）は、日本の西洋思想史学者。
東京生まれ。早稲田大学大学院博士課程単位取得満期退学。就実女子大学助教授、教授。1998年マルコ・ポーロ賞受賞。2001年退職、専門はヨーロッパ近代思想史および精神史。『イタリア史』翻訳が未完に終わり川本英明が後を継いだ。

## 著書
- 第一次世界大戦とドイツ精神　太陽出版、1990
- グイッチァルディーニの生涯と時代 グイッチァルディーニ研究序説（上・下）太陽出版、1997-1998

## 翻訳
- グイッチァルディーニの「訓戒と意見」(リコルディ)F.グイッチァルディーニ 太陽出版,1996.10
- フィレンツェ史　フランチェスコ・グイッチァルディーニ 太陽出版、1999.3
- ルネサンス哲学における個と宇宙　エルンスト・カッシーラー 太陽出版、1999.5
- フィレンツェの政体をめぐっての対話　グイッチァルディーニ 太陽出版、2000.3
- イタリア史 1-6　F.グイッチァルディーニ 太陽出版、2001-2003

## 参考
- 末吉孝州先生略歴・業績目録 (末吉孝州先生追悼) 就実大学史学論集 2006
- http://bookweb.kinokuniya.co.jp/htm/4884693434.html